# Archechiniscus minutus
Archechiniscus minutus is een soort in de taxonomische indeling van de beerdiertjes (Tardigrada). 
Het diertje behoort tot het geslacht Archechiniscus en behoort tot de familie Halechiniscidae. De wetenschappelijke naam van de soort werd voor het eerst geldig gepubliceerd in 1987 door Grimaldi-de-Zio & D'Addabbo Gallo.